# Fredericella
Genre
Synonymes
- Fredericilla Gervais, 1838

Fredericella est un genre de Bryozoaires de la famille des Fredericellidae.

## Historique
Le genre Fredericella, créé initialement par le zoologiste Paul Gervais sous le nom Fredericilla, rend hommage à Frédéric Cuvier.

## Liste d'espèces
Selon World Register of Marine Species (20 janvier 2025) :
- Fredericella adrianoi Wood & Okamura, 2022
- Fredericella australiensis Goddard, 1909
- Fredericella borealis Wood, 2022
- Fredericella browni Rogick, 1945
- Fredericella carinata Wood, 2022
- Fredericella crenulata DuBois-Reymond Marcus, 1946
- Fredericella indica Annandale, 1909
- Fredericella sultana Blumenbach, 1779
- Fredericella tenax Wood & Okamura, 2017
- Fredericella toriumii Hirose & Mawatari, 2011